# Louis Vleugels

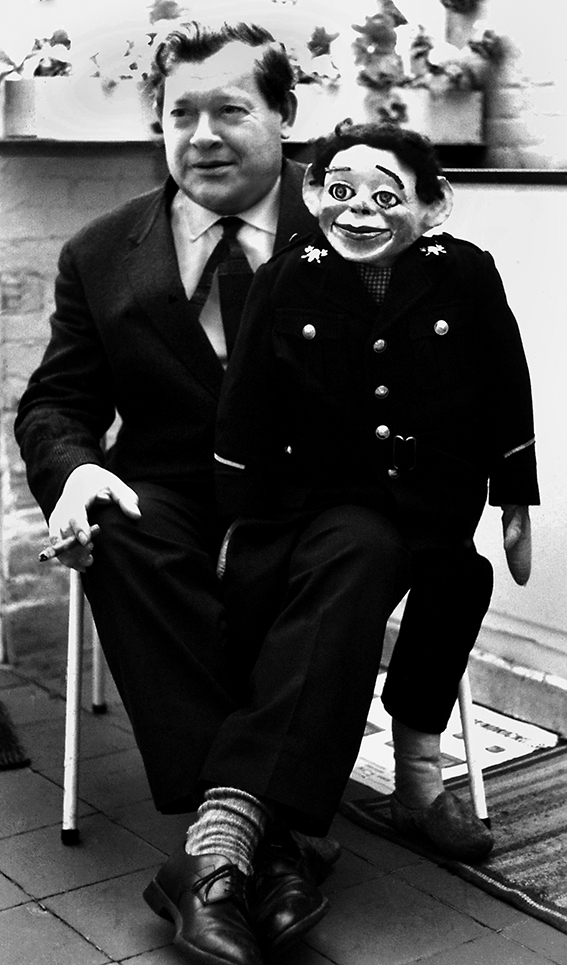
Vader Kapoen

Lodewijk Albert Maria Vleugels (Herentals, 14 juli 1916 – Herentals, 18 december 1995) was onderwijzer en poppenkastspeler. Van 1938 tot 1976 gaf hij les aan de Gemeentelijke Jongensschool in Herentals. Tussen 1945 en 1981 voerde hij in heel Vlaanderen met zijn poppenkast meer dan 5000 voorstellingen op, met vanaf 1951 tijdens de pauze een buiksprekersact met de sprekende pop Toontje. Bij de kinderen stond hij bekend als Vader Kapoen.

## Biografie
Als kleuter verbleef Louis Vleugels enkele jaren in Arras. Zijn vader hielp er als schrijnwerker de stuk geschoten stad heropbouwen. Tot in de vierde moderne volgde hij les in het St. Jozefscollege van Herentals. Daarna studeerde hij drie jaar aan de normaalschool (kostschool) te Mechelen.  Hij behaalde zijn onderwijzersdiploma in 1936. Dan volgden 12 maanden militaire dienst. In die periode publiceerde de Gazet van Mechelen zijn eerste krantenartikel: Een soldatenmijmering.
Van eind 1937 tot maart 1938 was hij klerk in de Metallurgie Overpelt, daarna enkele weken leraar bij de Broeders van Barmhartigheid te Herentals en drie maanden in Deurne-Zuid bij de Broeders van Liefde. Op 1 juli 1938 werd hij aangesteld als onderwijzer in de Gemeentelijke Jongensschool in de Hikstraat, Herentals. Daar gaf hij zijn eerste poppenkastvertoningen: o.a. het sprookje van Mieke Miserie.
Na de mobilisatie voor de Tweede Wereldoorlog keerde hij terug in dienst als onderwijzer. Op 30 oktober 1941 huwde hij met Adèle Van Hool. Ze kregen twee kinderen: Hilda (1944) en Eddy (1946).
In september 1945 gaf hij zijn eerste openbare poppenkastvertoning in het werkhuis van vaders schrijnwerkerij te Herentals. Aanvankelijk met uit triplex gezaagde figuren. Later gebruikte hij uit hout gesneden koppen van een medewerker van de Antwerpse poesjenellenkelder. Hij schreef een veertigtal sprookjes voor poppenspel met dialogen van 2 uur.
Wekelijks publiceerde hij in het plaatselijk reclameblad een column over Herentalse gebeurtenissen (Vanuit de toren).
De poppenkast werd achtereenvolgens gesponsord door de Kleine Zondagsvriend, Miko-koffie en ten slotte door dagblad Het Volk met Poppentheater Toontje. Wekelijks trok hij op vrije schooldagen of -namiddagen met zijn poppenkast door Vlaanderen. Vanaf 1951 vermaakte hij bovendien zijn jeugdig publiek tijdens de pauze met Toontje, de sprekende pop. In 1955 kwam hij met zijn buiksprekers-pop op televisie (toen nog het NIR) in het programma Knal, wie vangt de bal.
In 1976 gaat hij als onderwijzer met pensioen.
Na meer dan 5000 voorstellingen speelde hij op 26 december 1981 in Herentals zijn laatste poppenkastvertoning. Hij overleed na ziekte op 18 december 1995. In de jaren 1994 en 1995 had hij alle kleine en grote gebeurtenissen verzameld die van 1150 tot 1995 in Herentals hadden plaatsgevonden. Dit werk werd postuum uitgegeven in 1997 (Kroniek van Herentals).

## Repertorium
- Mieke Miserie
- Men heeft de maan gestolen
- De betoverde prins
- De duivel die O.L.Vrouw wilde zwart maken
- Tijl wordt minister
- De drie geheimen
- De rovers van het Vrijbos
- De prins van Cacao
- De zwarte ridder
- Genoveva van Brabant
- De slag der Gulden Sporen
- De Boerenkrijg
- Het wonder van de Hegge
- De Sint-Dimphna-legenda
- Snottebol krijgt klop
- De geroofde prinses
- Sint-Niklaasspel
- Heksenstreken
- Zeven in een slag
- De appelen van gezondheid
- Hocus Pocus wat nu met de koning
- Heksenstreken
- Smidje Smee
- Het spookkasteel